# Sant Joan de Caselles
Església de Sant Joan de Caselles je románský katolický kostel v Canille v Andoře. Nachází se u silnice ve směru do Francie.
Jedná se o kulturní dědictví Andorry. Je považován za jeden z nejlepších příkladů andorrské náboženské románské architektury. Byl postaven v 11. - 12. století.

## Historie
Ačkoli je kostel mnohem starší, první dokumentární záznamy se datují do roku 1312. Zachovány jsou však dokumenty z let 1162 a 1176, které již odkazují na město Canillo.